# Obra Kolping

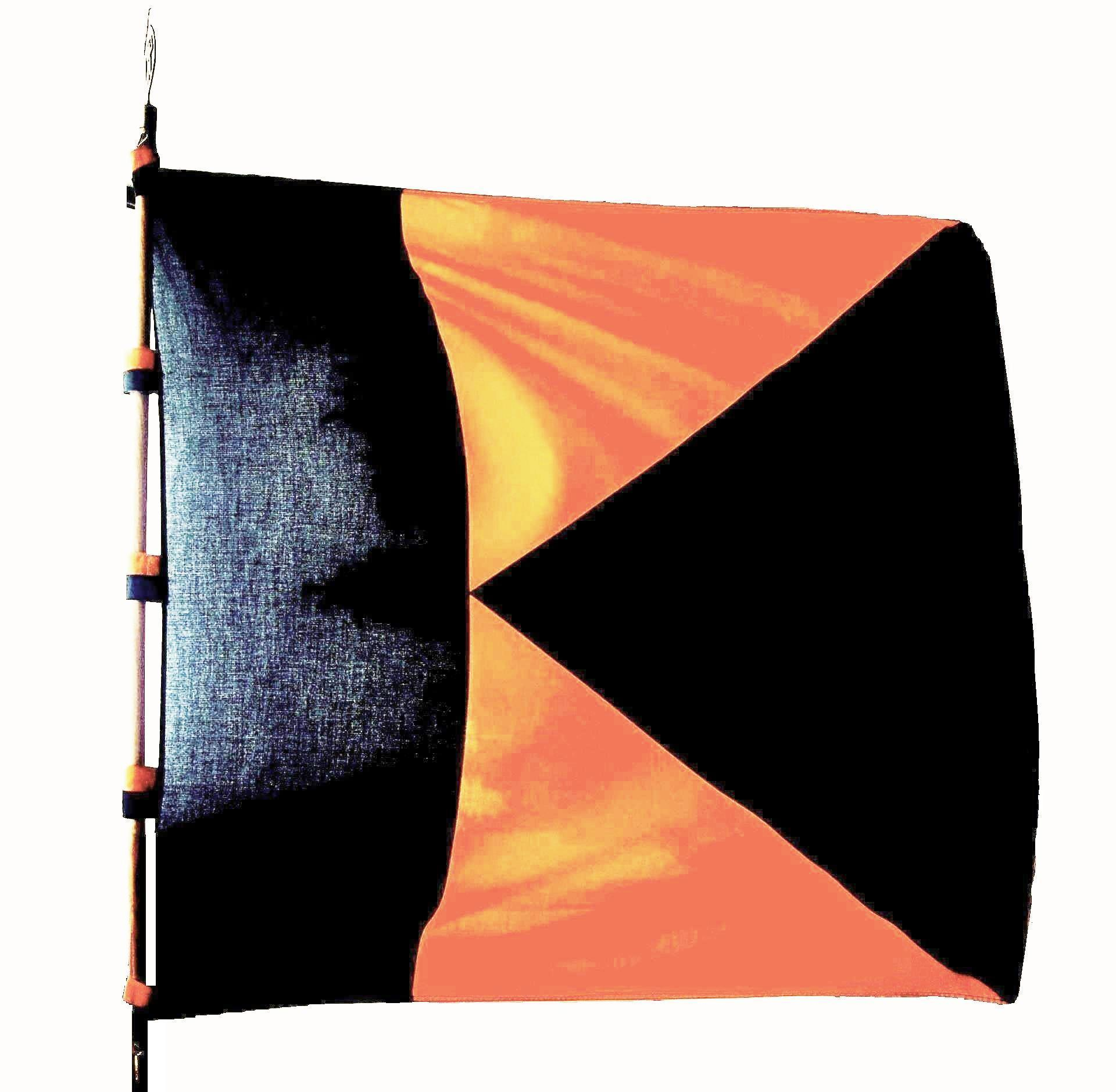
O Estandarte Kolping

A Obra Kolping (alemão:Kolpingwerk) é uma organização social internacional ligada a Igreja Católica Romana com sede em Colônia, Alemanha.
Trabalha em diversas frentes e de maneira semi-independente, tendo cada paróquia ou região eclesiástica sua própria Sociedade Kolping.
É uma associação de jovens católicos trabalhadores, inspirada nas atividades do padre alemão Adolph Kolping. Em 1850 as primeiras Sociedades Kolping locais começaram a trabalhar conjuntamente, somente estabelecendo uma organização propriamente dita em 1935, quando foi oficialmente nomeada como Obra/Rede Kolping. A rede opera em sessenta países e tem cerca de 450.000 membros em 5.800 Sociedades Kolping. Na Alemanha está localizada a maior concentração da Rede Kolping, com mais 275 mil membros filiados, distribuídos por 2.700 associações locais.